# Un vanneur

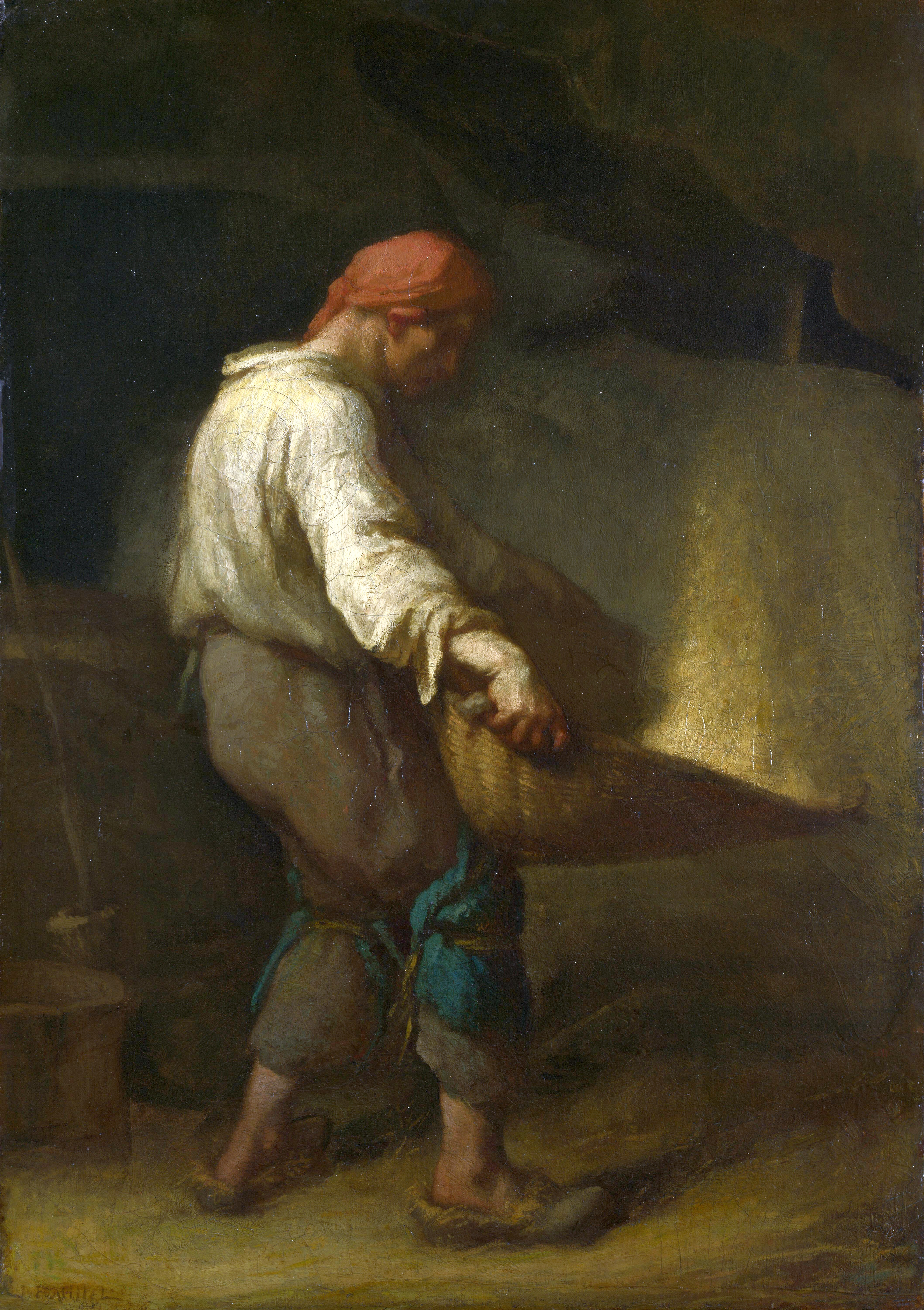
Artiste : Jean-François Millet
Titre : Un vanneur
Date : 1847-48, 1ère version
Technique : Huile sur toile
Dimensions : 100,5 x 71 cm
Localisation : National Gallery, Londres

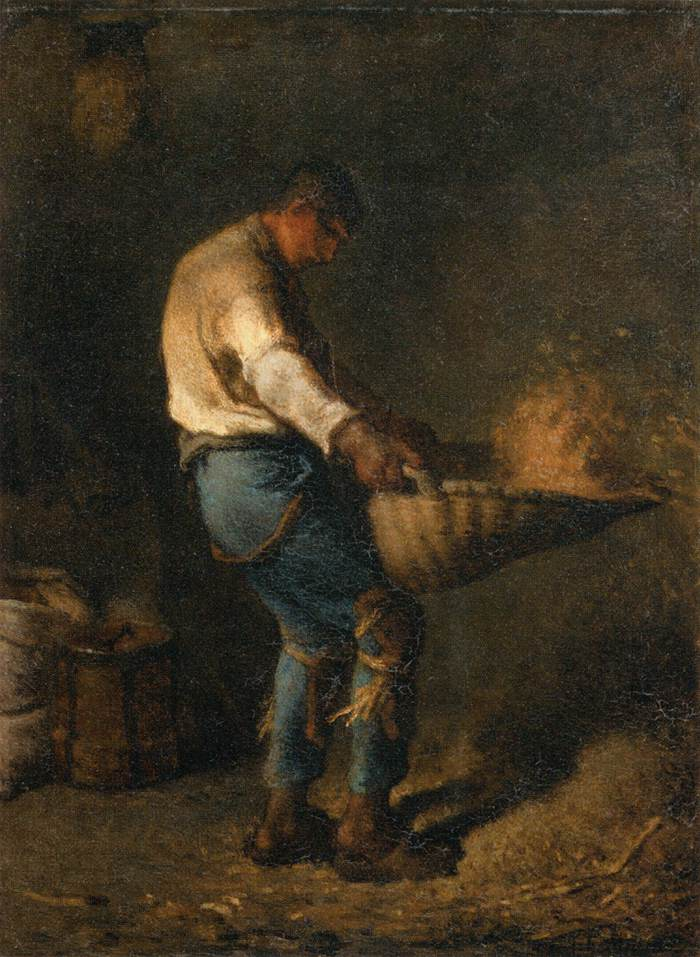
Artiste : Jean-François Millet
Titre : Un Vanneur
Date : vers 1848, 2e version
Technique : Huile sur toile
Dimensions : 0,38 x 0,29 cm
Localisation : Musée du Louvre, Paris

Un vanneur est le titre de trois tableaux peints par Jean-François Millet entre 1847 et 1848. Le premier, aujourd'hui conservé à la National Gallery fut peint en 1847-48 et présenté au Salon de 1848. Par la suite, Millet en proposa deux autres versions, l'une conservée au Musée du Louvre et l'autre au Musée d'Orsay.

## Histoire
La première version du Vanneur fut présentée dans le Grand Salon lors du Salon de 1848, en même temps que La Captivité des juifs de Babylone. Si La Captivité des juifs de Babylone, en tant que tableau d'Histoire, avait pour but d'attirer les commandes ; le second quant à lui marquait davantage l'entrée de Millet dans un genre nouveau : la peinture de la vie quotidienne paysanne. En effet, par cette représentation d'un vanneur, Millet se détourne de ses références littéraires et artistiques pour proposer des œuvres directement inspirées du monde paysan, veine qu'il ne fera que poursuivre dès 1849 en s'installant à Barbizon. Par ailleurs Millet a également réalisé au moins deux autres versions de l'œuvre. La première, nettement plus petite, est exposée au Musée du Louvre, et la seconde au Musée d'Orsay. 

## Description
Dans son Salon de 1848, Théophile Gautier décrit ainsi le Vanneur : « Le Vanneur, qui soulève son van de son genou déguenillé et fait monter dans l'air, au milieu d'une colonne de poussière dorée, le grain de sa corbeille, se cambre de la manière la plus magistrale. Il est d'une couleur superbe ; le mouchoir rouge de sa tête, les pièces bleues de son vêtement délabré sont d'un caprice et d'un ragoût exquis. L'effet poudreux du grain qui s'éparpille en volant, ne saurait être mieux rendu, et l'on éternue à regarder ce tableau. Le défaut de M. Millet le sert ici comme une qualité. »
Cette série représente en effet à chaque fois un vanneur, en habit de travail et sabots aux pieds, qui, à l'aide d'un van, fait sauter le grain pour le séparer de la paille. Une évolution dans la représentation est cependant notable. Le vanneur semble en effet se redresser d'une version à l'autre. 
Quoi qu'il en soit, le vanneur – comme les autres figures de Millet : glaneuses, bergères, laboureurs, etc. - était la représentation d'un type bien davantage qu'un individu. Millet souhaitait avant tout créer des « synthèses » telles qu'il les appelait. 

## Contexte de création
L'apparition de ces sujets paysans dans l’œuvre de Millet a pu être favorisée par le climat socialiste qui régnait autour de la Révolution de 1848, et ce même si Millet n'y a pas participé et refusait d'être qualifié de « socialiste ».

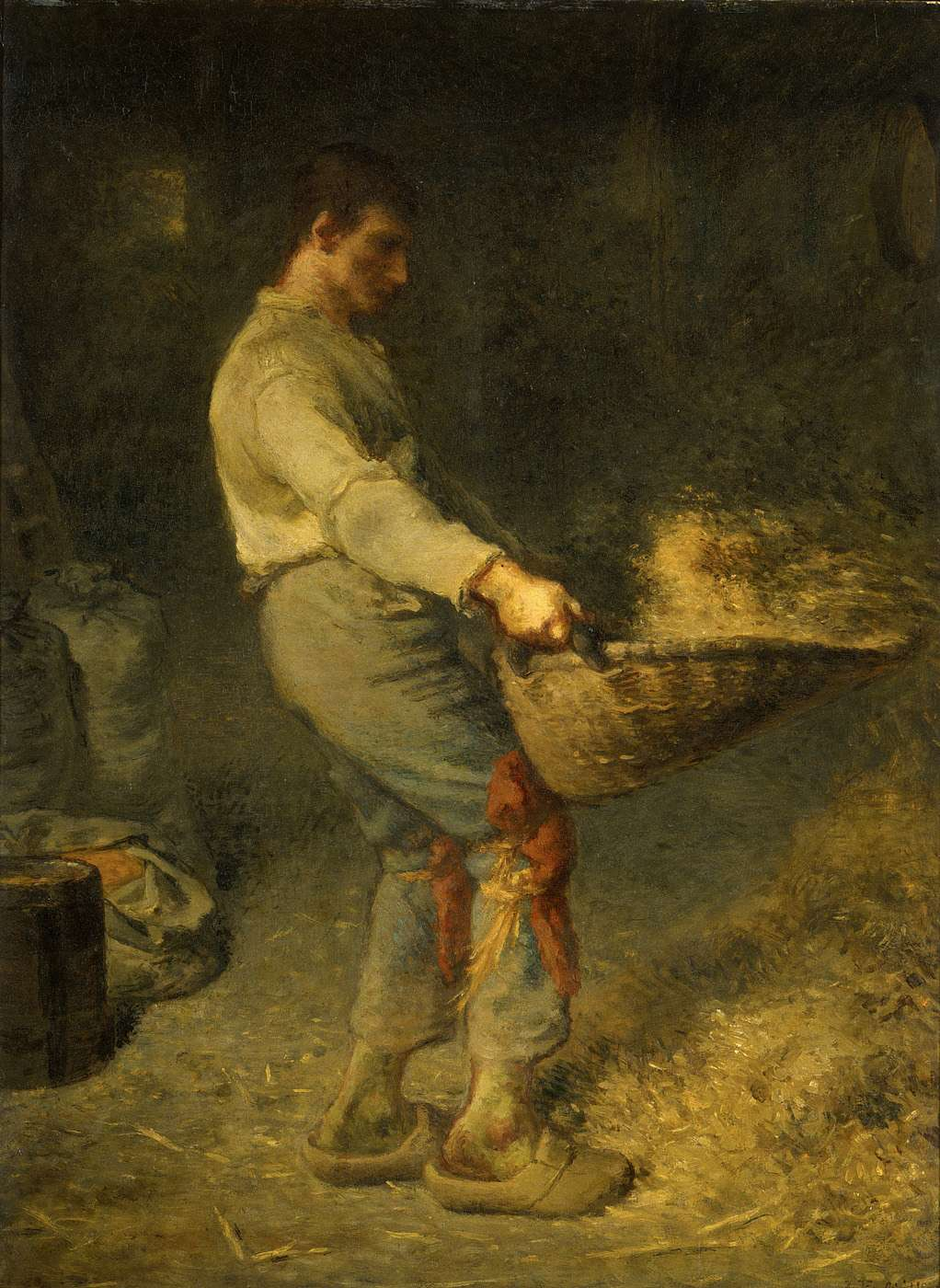
Artiste : Jean-François Millet
Titre : Un Vanneur
Date : vers 1848, 3e version
Technique : Huile sur toile
Dimensions : 79,5 cm x 58,5 cm
Localisation : Musée d'Orsay, Paris

De plus, en 1846 déjà, Michelet par exemple rendit hommage aux paysans dans son ouvrage intitulé Le Peuple : « Le paysan n'est pas seulement la partie la plus nombreuse de la nation, c'est la plus forte, la plus saine et, en balançant le bien le physique et le moral, au total la meilleure ». Tel n'était certes pas l'avis de tous, mais le paysan gagnait peu à peu une dignité nouvelle. Enfin, en instaurant le suffrage universel en 1848, la IIe République fit du paysan un citoyen à part entière, lui reconnaissant une place dans la société qu'il n'avait pas jusque-là.
1848 apparaît donc comme la date clé de la carrière de Millet. « Tout se passe comme si 1848 lui permettait enfin de faire ce qu'il a à cœur, d'appréhender ce monde paysan qu'il aime, qu'il a largement observé et dont il va rendre les plus beaux aspects tout au long de sa carrière. Et Le Vanneur marque cette rupture » explique notamment Chantal Georgel à l'occasion de l'exposition Jean-François Millet & Millet USA au Palais des Beaux-Arts de Lille.

## Réception de l'œuvre
Ce tableau séduit les sympathisants républicains. Théophile Gautier par exemple loua ainsi le Vanneur : « Il est impossible de voir quelque chose de plus rugueux, de plus farouche, de plus hérissé, de plus inculte ; eh bien ! ce mortier, ce gâchis épais à retenir la brosse, est d’une localité excellente, d’un ton fin et chaud quand on se recule à trois pas. Ce vanneur qui soulève son van de son genou déguenillé, et fait monter dans l’air, au milieu d’une colonne de poussière dorée, le grain de sa corbeille, se cambre de la manière la plus magistrale. ». Il ajoute également que « la peinture de M. Millet a tout ce qu’il faut pour horripiler les bourgeois à menton glabre », remarque qui explique l'intérêt qu'ont pu trouver les républicains dans cette œuvre.
Ce tableau, présenté au Salon de 1848, sut se démarquer parmi les 5000 autres œuvres exposées cette année-là, et fut acheté pour 500 francs par Alexandre-Ledru-Rollin, ministre du gouvernement provisoire.
Son importance est d'autant plus forte qu'il a notamment inspiré Gustave Courbet pour son tableau Les Casseurs de Pierres réalisé en 1849, et qui fut détruit lors du bombardement de Dresde en 1945.